# Drymusa rengan
Espèce
Drymusa rengan est une espèce d'araignées aranéomorphes de la famille des Drymusidae.

## Distribution
Cette espèce est endémique de région du Maule au Chili,. Elle se rencontre vers Romeral.

## Description
Le mâle holotype mesure 5,74 mm et la femelle paratype 5,33 mm, les mâles mesurent de 4,40 à 5,90 mm et les femelles de 5,33 à 6,79 mm.

## Systématique et taxinomie
Cette espèce a été décrite par Labarque et Ramírez en 2007.

## Publication originale
- Labarque & Ramírez, 2007 : « A new species of Drymusa Simon, 1891 (Araneae: Drymusidae) from Chile. » Studies on Neotropical Fauna and Environment, vol. 42, no 3, p. 241-246 (texte intégral).